# Bobík (Čtyřlístek)

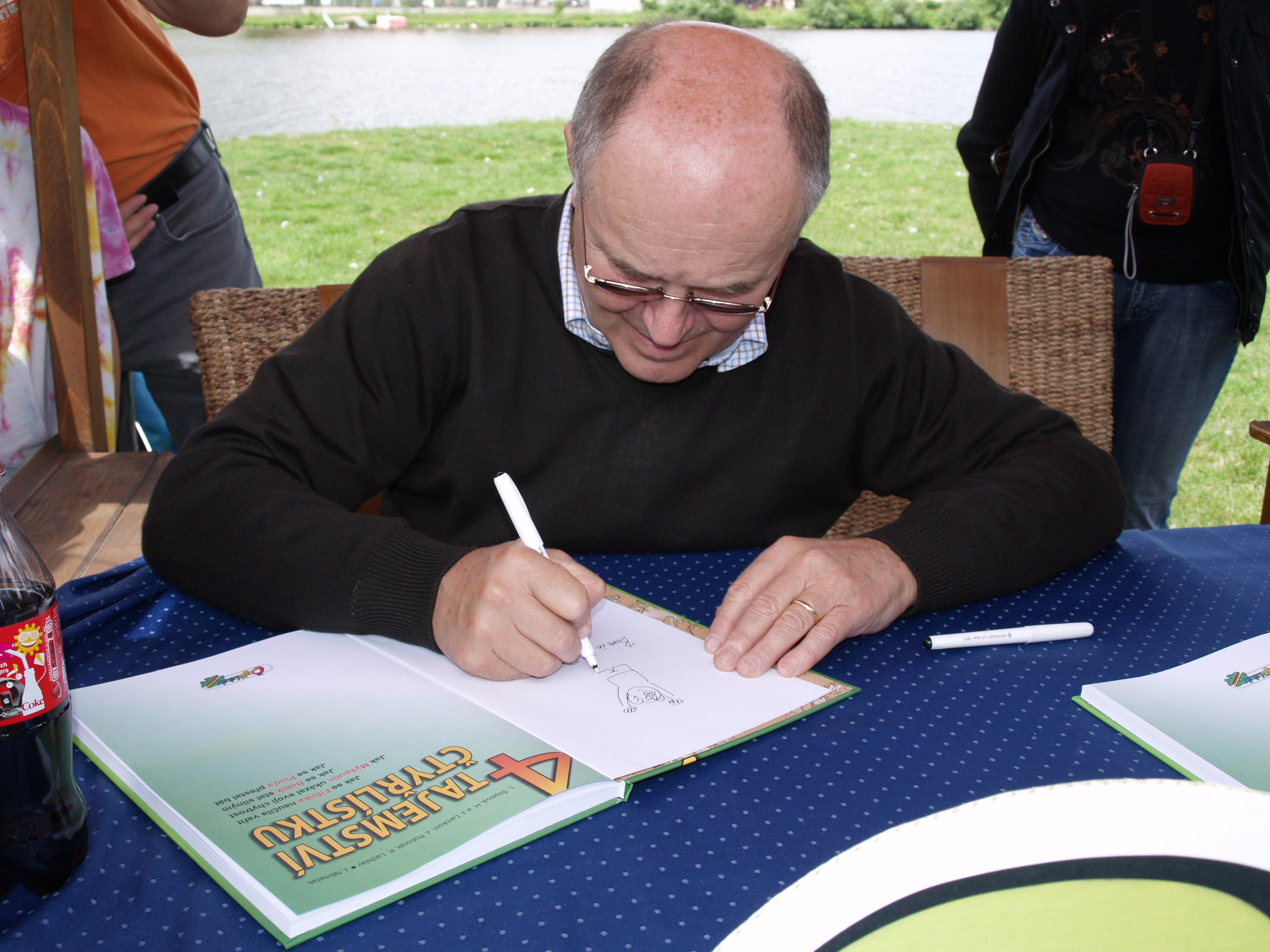
Jaroslav Němeček kreslí Bobíka

Bobík je jeden ze čtyř hrdinů českého komiksu Čtyřlístek autora Jaroslava Němečka.

## Charakteristika
Bobík je, stejně jako ostatní tři hrdinové, vyobrazen jako kombinace člověka a zvířete. Má lidské tělo a chodí vzpřímeně, má však prasečí hlavu a nohy zakončené kopýtky (spolu s Pinďou jsou zobrazováni bosí, jen výjimečně obutí např. do bačkor). Bývá nejčastěji zobrazován v zelené košili a žlutých kalhotách.
Bobík je charakterizován jako sportovec, ale spíše jako silák než atlet. Jeho síla mu v různých spletitých situacích přichází vhod, dále je nebojácný, ale někdy až popudlivý. Rád hlasitě zpívá, hraje na několik hudebních nástrojů, především na kytaru. Na audio CD Superkapela z Třeskoprsk hraje na bubny. Má též zálibu v dobrém jídle, takže má občas problémy s nadváhou. Někdy zastupuje Myšpulína jako řidič (č. 164 – Únos).
Příbuznými Bobíka, kteří v komiksu vystupovali, jsou teta Bobina a bratranec Bobánek. Zmíněn je též strýc Bob, přičemž sám Bobík je někdy kamarády zkráceně nazýván Bob.

## Autoři Čtyřlístku o Bobíkovi
Dle slov nejvýznamnější scenáristky Čtyřlístku Ljuby Štíplové Bobík jako prase „ochránil“ Čtyřlístek před tím, aby vystupoval jako pionýři nebo se účastnil prvomájového průvodu.
Bobík byl oblíbenou postavou Ljuby Štíplové, i Jaroslav Němeček připouští, že z postaviček Čtyřlístku mu je Bobík nejbližší.

## Odraz Bobíka
V rámci čtyřlístkovské série byla Českou poštou v květnu 2011 vydána známka Bobíka hrajícího na kytaru (následně i ve formě pohlednice s natištěnou známkou a známkového sešitku).
Bobík se objevil i na několika sběratelských mincích Cookových ostrovů, samostatně na podzim 2012 na pamětní minci v hodnotě 1 dolaru, kde je barevně zobrazen na lyžích. K 50. výročí komiksu začala Česká mincovna vydávat pod hlavičkou ostrovního státu Niue sběratelskou minisérii mincí. V dubnu 2020 vyšla s Bobíkem stříbrná mince nominální hodnoty 1 NZD a zlatá mince nominální hodnoty 5 NZD. Bobík je na obou shodně zobrazený na raketových kolečkových bruslích, reliéf je doplněn jeho podpisem; autorkou podle komiksové ilustrace je Mária Filová.

## Ztvárnění Bobíka
Postava Bobíka byla ztvárněna následujícími osobami:
| typ       | umělec                                 | dílo | datum          |
| --------- | -------------------------------------- | --- | -------------- |
| audio     | Marek Eben                             | MC a CD Čtyřlístek v Africe, Čtyřlístek na Divokém západě, Poklad kapitána Kida, Jak se chodí do pohádky                                | 1992–1993      |
| audio     | Milan Šteindler                        | CD Čtyřlístek v pohádce CD Čtyřlístek a drak                                                                                            | 2001 2002      |
| audio     | MC Jacob (Skyline)                     | CD Superkapela z Třeskoprsk | 2007           |
| audio     | Bohdan Tůma                            | CD Čtyřlístek 4× – Nová dobrodružství                                                                                                   | 2016           |
| voiceover | Vlastimil Bedrna                       | animované filmy scenáristy a režiséra Ivana Renče Myš, která prochází zdí Signály z neznáma, Pes na stopě                               | 1990 1991      |
| voiceover | Lumír Olšovský                         | multimediální CD | 1997–1998      |
| voiceover | Ota Jirák                              | CD-Romky | 2001–2005      |
| voiceover | Jiří Lábus (mluví i Pinďu a Myšpulína) | PC hra Čtyřlístek a strašidelný hrad | 2002           |
| voiceover | Bohdan Tůma                            | celovečerní animovaný film Čtyřlístek ve službách krále celovečerní animovaný film Velké dobrodružství Čtyřlístku večerníček Čtyřlístek | 2013 2019 2024 |
| divadlo   | Rostislav Novák                        | Čtyřlístek! (Divadlo Minor) | 2004           |
| divadlo   | Richard Liberda                        | Čtyřlístek zasahuje (Divadlo loutek Ostrava)                                                                                            | 2013           |
| divadlo   | Libor Jeník / Václav Krátký            | Čtyřlístek v pohádce (Divadlo D5) | 2014           |
| divadlo   | Vojtěch Dvořák                         | Čtyřlístek! – obnovená premiéra hry (Klicperovo divadlo)                                                                                | 2016           |

## ČasopisBobík
Bobík byl také název časopisu pro nejmenší, který vydávalo nakladatelství Čtyřlístek v letech 1996–2001. Postavička Bobíka byla součástí logotypu časopisu.